# Arvid Lundberg
Arvid Lundberg, född 29 september 1994 i Skellefteå, är en svensk ishockeyspelare som spelar för Skellefteå AIK i SHL.

## Klubbar
- Skellefteå AIK J20, SuperElit (2010/2011 - 2013/2014)
- Skellefteå AIK, SHL (2011/2012 - 2015/2016)
- Piteå HC, Divition 1 (2013/2014)
- Växjö Lakers HC, SHL (2016/2017 - 2018/2019)
- Skellefteå AIK, SHL (2019/2020 - 2020/2021)
- Växjö Lakers HC, SHL (2021/2022)
- Skellefteå AIK, SHL (2022/2023 - )

### Meriter
| Merit         | År   |
| ------------- | ---- |
| J18 SM Silver | 2012 |